# Svájc címere

Svájc címere

Svájc címere egy vörös színű pajzs, rajta egy fehér kereszttel. A jelkép Schwyz kanton jelképein alapul, és megtalálható a zászlón, a rendszámtáblákon és a svájci frank, a nemzeti valuta címletein is. 